# Каменнов, Александр Михайлович
Александр Михайлович Каменнов (1773—1829) — генерал-майор, герой Отечественной войны 1812 года.

## Биография
Родился в 1773 г., происходил из дворян Донского казачьего войска. Всю свою военную службу провёл в лейб-гвардии Казачьем полку, куда поступил в 1797 г.
Участвовал Австрийском походе 1805 года и Прусской кампании 1806—1807 годов, отличился в сражении при Фридланде 2 июня 1807 года. Затем был в делах со шведами в 1808—1809 годах.
Во время Отечественной войны 1812 года Каменнов, в чине войскового старшины, принимал участие во многих сражениях с французами и особо отличился в деле под Тарутином, за которое был 31 декабря 1812 года награждён орденом св. Георгия 4-й степени (№ 1156 по кавалерскому списку Судравского и № 2523 по списку Григоровича — Степанова)
В воздаяние ревностной службы и отличия, оказанного в сражении против французских войск 6 октября, где, при атаке на многочисленного неприятеля, врубился с сотнею в колонны неприятельской кавалерии, своеручно поражал онаго и по сильном сопротивлении, принудил обратиться его в бегство под защиту орудий, тогда он, ободрив своих подчиненных, бросился отчаянно на оную кавалерию, опрокинул и завладел одним орудием, причем и ранен саблею в руку.
В кампании за освобождение Германии в 1813 году был в генеральном сражении при Лейпциге 4 октября 1813 г., где принимал участие в блистательной атаке Лейб-казачьего полка, которая оказала решительное влияние на исход битвы, за что получил орден св. Анны 2-й степени с алмазными знаками. За отличие в кампании 1814 года во Франции был произведён в полковники.
В 1826 году произведён в генерал-майоры и затем назначен командиром лейб-гвардии Казачьего полка.
Умер в 1829 году.